# Grand Prix of Long Beach 2022

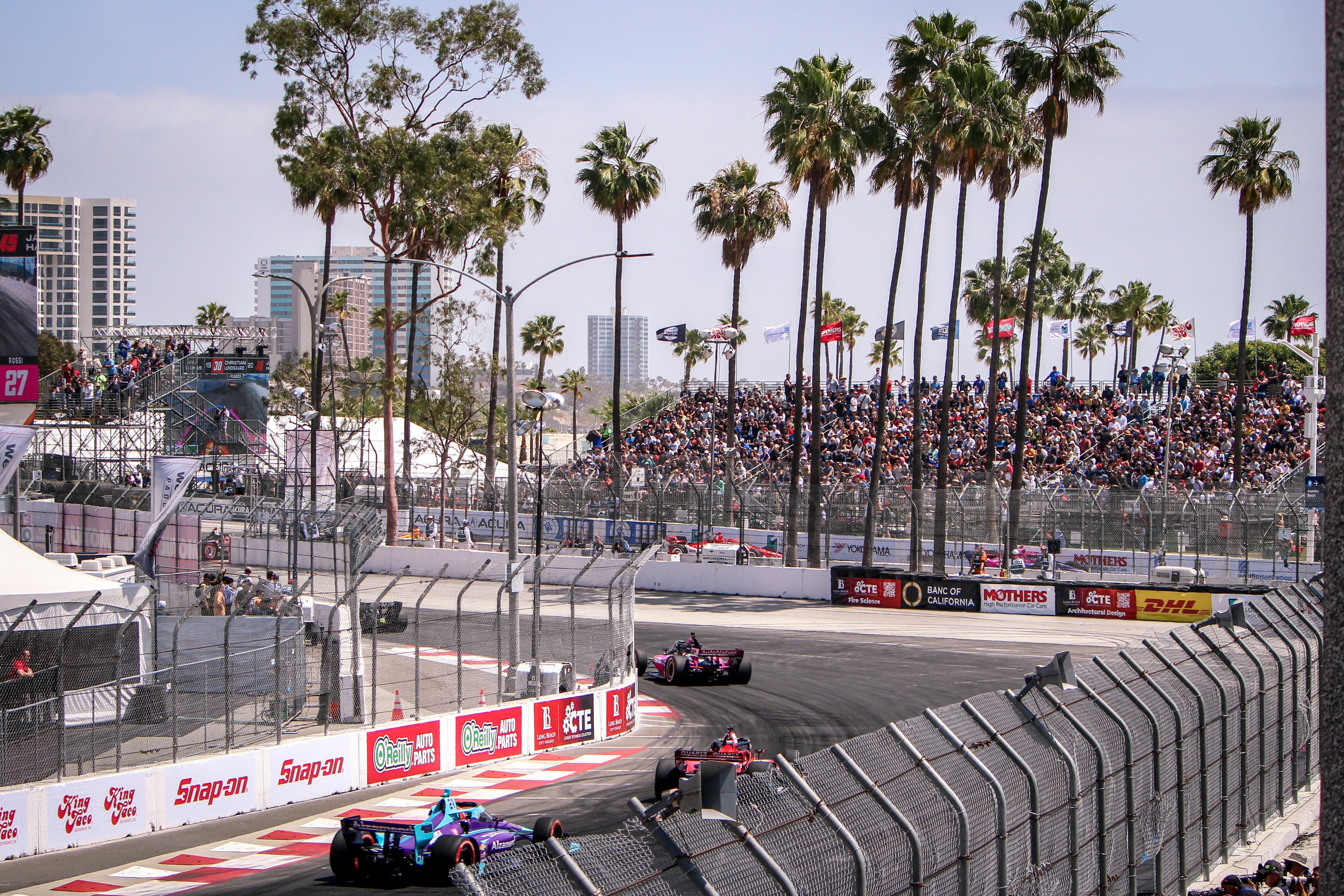
Grand Prix of Long Beach 2022

Der Grand Prix of Long Beach (offiziell Acura Grand Prix of Long Beach) auf dem Long Beach Grand Prix Circuit, fand am 10. April 2022 statt und ging über eine Distanz von 85 Runden à 3,18 km.

## Bericht
Nach dem Start behauptete der aus der Pole Position gestartete Colton Herta die Führung. Um den zweiten Rang kämpften Alex Palou und Josef Newgarden, der vorne blieb. Zwei Stopps war die Strategie der Teams und nach 28 Runden kam Palou als erster zur Box. Nachdem Herta und Newgarden die Boxen ansteuerten übernahm Palou die Führung vor Newgarden und Herta. In der 56. Runde war es wiederum Palou der als erster zur Box fuhr für den zweiten Stopp. Kurz darauf verbremste sich Herta auf seinen alten Reifen und fuhr in eine Mauer. Danach kam auch Newgarden zum zweiten Boxenstopp, er fuhr knapp vor Palou wieder auf die Strecke und übernahm die Führung. Wegen eines Unfalls von Simon Pagenaud kam es zu einer Gelbphase. Romain Grosjean schloss auf Palou auf und überholte ihn kurz nach dem Re-Start. Eine weitere Gelbphase folgte 10 Runden vor Schluss. Jimmie Johnson, der mit einer gebrochenen Hand im Auto saß, und David Malukas landeten in einem Reifenstapel. Newgarden blieb auch nach diesem Neustart vorne. In der zweitletzten Runde krachte Takuma Satō in eine Mauer und löste wiederum Gelb aus. Somit standen Newgarden, Grosjean und Palou auf dem Siegerpodest der ersten Drei, da das Rennen unter Gelb zu Ende ging.

## Klassifikationen

### Qualifying / Start
| Pos | Nr | Fahrer              | Team                                 | Motor     | Start |
| --- | -- | ------------------- | ------------------------------------ | --------- | ----- |
| 1   | 26 | Colton Herta        | Andretti Autosport / Curb-Agajanian  | Honda     | 1     |
| 2   | 2  | Josef Newgarden     | Team Penske                          | Chevrolet | 2     |
| 3   | 10 | Alex Palou          | Chip Ganassi Racing                  | Honda     | 3     |
| 4   | 7  | Felix Rosenqvist    | Arrow McLaren SP                     | Chevrolet | 4     |
| 5   | 27 | Alexander Rossi     | Andretti Autosport                   | Honda     | 5     |
| 6   | 28 | Romain Grosjean     | Andretti Autosport                   | Honda     | 6     |
| 7   | 12 | Will Power          | Team Penske                          | Chevrolet | 7     |
| 8   | 8  | Marcus Ericsson     | Chip Ganassi Racing                  | Honda     | 8     |
| 9   | 3  | Scott McLaughlin    | Team Penske                          | Chevrolet | 9     |
| 10  | 60 | Simon Pagenaud      | Meyer Shank Racing                   | Honda     | 10    |
| 11  | 5  | Patricio O’Ward     | Arrow McLaren SP                     | Chevrolet | 11    |
| 12  | 14 | Kyle Kirkwood       | A. J. Foyt Enterprises               | Chevrolet | 12    |
| 13  | 15 | Graham Rahal        | Rahal Letterman Lanigan Racing       | Honda     | 13    |
| 14  | 06 | Hélio Castroneves   | Meyer Shank Racing                   | Honda     | 14    |
| 15  | 21 | Rinus VeeKay        | Ed Carpenter Racing                  | Chevrolet | 15    |
| 16  | 9  | Scott Dixon         | Chip Ganassi Racing                  | Honda     | 16    |
| 17  | 29 | Devlin DeFrancesco  | Andretti Steinbrenner Autosport      | Honda     | 23    |
| 18  | 20 | Conor Daly          | Ed Carpenter Racing                  | Chevrolet | 17    |
| 19  | 18 | David Malukas       | Dale Coyne Racing / HMD Motorsports  | Honda     | 18    |
| 20  | 30 | Christian Lundgaard | Rahal Letterman Lanigan Racing       | Honda     | 19    |
| 21  | 45 | Jack Harvey         | Rahal Letterman Lanigan Racing       | Honda     | 20    |
| 22  | 77 | Callum Ilott        | Juncos Hollinger Racing              | Chevrolet | 21    |
| 23  | 51 | Takuma Satō         | Dale Coyne Racing / Rick Ware Racing | Honda     | 22    |
| 24  | 4  | Dalton Kellett      | A. J. Foyt Enterprises               | Chevrolet | 24    |
| 25  | 48 | Jimmie Johnson      | Chip Ganassi Racing                  | Honda     | 25    |
| 26  | 11 | Tatiana Calderón    | A. J. Foyt Enterprises               | Chevrolet | 26    |

### Endergebnis
| Pos | Nr | Fahrer                  | Team                                 | Motor     | Runden | Zeit/Rückstand | Boxenstopps | Startplatz | Führungsrunden | Punkte |
| --- | -- | ----------------------- | ------------------------------------ | --------- | ------ | -------------- | ----------- | ---------- | -------------- | ------ |
| 1   | 2  | Josef Newgarden         | Team Penske                          | Chevrolet | 85     | 1:46:48.0102   | 2           | 2          | 32             | 53     |
| 2   | 28 | Romain Grosjean         | Andretti Autosport                   | Honda     | 85     | 1.2869         | 2           | 6          |                | 40     |
| 3   | 10 | Alex Palou              | Chip Ganassi Racing                  | Honda     | 85     | 1.7594         | 2           | 3          | 22             | 36     |
| 4   | 12 | Will Power              | Team Penske                          | Chevrolet | 85     | 2.9654         | 2           | 7          | 2              | 33     |
| 5   | 5  | Patricio O’Ward         | Arrow McLaren SP                     | Chevrolet | 85     | 3.7122         | 2           | 11         |                | 30     |
| 6   | 9  | Scott Dixon             | Chip Ganassi Racing                  | Honda     | 85     | 5.0605         | 2           | 16         |                | 28     |
| 7   | 15 | Graham Rahal            | Rahal Letterman Lanigan Racing       | Honda     | 85     | 5.3931         | 2           | 13         |                | 26     |
| 8   | 27 | Alexander Rossi         | Andretti Autosport                   | Honda     | 85     | 7.3084         | 2           | 5          |                | 24     |
| 9   | 06 | Hélio Castroneves       | Meyer Shank Racing                   | Honda     | 85     | 8.9521         | 2           | 14         |                | 22     |
| 10  | 14 | Kyle Kirkwood (R)       | A. J. Foyt Enterprises               | Chevrolet | 85     | 12.8631        | 2           | 12         |                | 20     |
| 11  | 7  | Felix Rosenqvist        | Arrow McLaren SP                     | Chevrolet | 85     | 14.2930        | 2           | 4          |                | 19     |
| 12  | 20 | Conor Daly              | Ed Carpenter Racing                  | Chevrolet | 85     | 15.2177        | 2           | 17         |                | 18     |
| 13  | 21 | Rinus VeeKay            | Ed Carpenter Racing                  | Chevrolet | 85     | 16.2460        | 3           | 15         |                | 17     |
| 14  | 3  | Scott McLaughlin        | Team Penske                          | Chevrolet | 85     | 17.9291        | 3           | 9          |                | 16     |
| 15  | 45 | Jack Harvey             | Rahal Letterman Lanigan Racing       | Honda     | 85     | 18.7807        | 2           | 20         |                | 15     |
| 16  | 11 | Tatiana Calderón (R)    | A. J. Foyt Enterprises               | Chevrolet | 84     | 1 Rd.          | 3           | 26         |                | 14     |
| 17  | 51 | Takuma Satō             | Dale Coyne Racing / Rick Ware Racing | Honda     | 83     | Unfall         | 2           | 22         |                | 13     |
| 18  | 30 | Christian Lundgaard (R) | Rahal Letterman Lanigan Racing       | Honda     | 83     | 2 Rd.          | 3           | 19         |                | 12     |
| 19  | 60 | Simon Pagenaud          | Meyer Shank Racing                   | Honda     | 81     | 4 Rd.          | 3           | 10         |                | 11     |
| 20  | 48 | Jimmie Johnson          | Chip Ganassi Racing                  | Honda     | 73     | Unfall         | 3           | 25         |                | 10     |
| 21  | 18 | David Malukas (R)       | Dale Coyne Racing / HMD Motorsports  | Honda     | 72     | Unfall         | 4           | 18         |                | 9      |
| 22  | 8  | Marcus Ericsson         | Chip Ganassi Racing                  | Honda     | 66     | Unfall         | 2           | 8          |                | 8      |
| 23  | 26 | Colton Herta            | Andretti Autosport / Curb-Agajanian  | Honda     | 55     | Unfall         | 1           | 1          | 28             | 9      |
| 24  | 77 | Callum Ilott (R)        | Juncos Hollinger Racing              | Chevrolet | 55     | Unfall         | 2           | 21         |                | 6      |
| 25  | 29 | Devlin DeFrancesco (R)  | Andretti Steinbrenner Autosport      | Honda     | 35     | Unfall         | 2           | 23         | 1              | 6      |
| 26  | 4  | Dalton Kellett          | A. J. Foyt Enterprises               | Chevrolet | 5      | Unfall         |             | 24         |                | 5      |

(R)=Rookie / 4 Gelbphasen für insgesamt 14 Rd.